# Wouter van Pelt
Wouter van Pelt (ur. 23 kwietnia 1968 w Alphen aan den Rijn) – holenderski hokeista na trawie. Dwukrotny złoty medalista olimpijski.
Występował w obronie. W reprezentacji Holandii debiutował w 1989. Brał udział w trzech igrzyskach (IO 92, IO 96, IO 00), na dwóch zdobywał złote medale. Z kadrą brał udział m.in. w mistrzostwach świata w 1998 (tytuł mistrzowski) oraz kilku turniejach Champions Trophy. W 236 spotkaniach zdobył 21 bramek.